# Paranothrotes kosswigi
Paranothrotes kosswigi är en insektsart som beskrevs av Demirsoy 1973. Paranothrotes kosswigi ingår i släktet Paranothrotes och familjen Pamphagidae. Inga underarter finns listade i Catalogue of Life.